# Distrikt San Ignacio
Der Distrikt San Ignacio liegt in der Provinz San Ignacio in der Region Cajamarca im Norden Perus. Der Distrikt wurde am 2. Januar 1857 gegründet. Er besitzt eine Fläche von 324 km². Beim Zensus 2017 wurden 38.135 Einwohner gezählt. Im Jahr 1993 lag die Einwohnerzahl bei 26.210, im Jahr 2007 bei 32.313. Sitz der Distrikt- und Provinzverwaltung ist die 1281 m hoch gelegene Stadt San Ignacio (oder San Ignacio de la Frontera) mit 13.637 Einwohnern (Stand 2017). San Ignacio befindet sich 230 km nordnordwestlich der Regionshauptstadt Cajamarca.

## Geographische Lage
Der Distrikt San Ignacio befindet sich in der peruanischen Westkordillere nordzentral in der Provinz San Ignacio. Der Río Chinchipe fließt entlang der östlichen Distriktgrenze in südsüdöstlicher Richtung.
Der Distrikt San Ignacio grenzt im Südwesten an den Distrikt Tabaconas, im Westen an den Distrikt Namballe, im Norden an Ecuador, im Osten an den Distrikt San José de Lourdes sowie im Südosten an den Distrikt Chirinos.

## Ortschaften
Neben dem Hauptort gibt es folgende größere Ortschaften im Distrikt:
- Alto Tambillo
- Chamanal
- Chinchiquilla
- El Huabo
- La Jalquilla
- La Palma
- Nueva Esperanza
- Nueve de Octubre
- Palimar
- Peringos
- Quiracas
- San Antonio de la Balsa
- San Martin de Porras
- Señor Cautivo
- Yandiluza